# Cujoši Inukai
Cujoši Inukai (japonsky 犬養 毅, Inukai Cujoši, 4. června 1855 Okajama – 15. května 1932 Tokio) byl japonský politik, premiér Japonska v letech 1931–1932. Byl zavražděn ve funkci. Držel též posty ministra školství (1898, 1923), ministra komunikací (1923–1924, 1924–1925), ministra zahraničních věcí (1931–1932) a ministra vnitra (1932). V letech 1929–1932 byl předsedou strany Rikken Seijúkai. Jeho zavražděním skončila japonská demokracie a moci se chopily militaristické síly, které dovedly Japonsko až k porážce ve druhé světové válce.

## Život
Narodil se v samurajské rodině, která byla tradičně spjata s konfuciánskou vzdělaností. Ovlivněn tímto zázemím vystudoval čínská studia na Keio Gijuku (dnes Univerzita Keio). Poté se stal novinářem, pracoval v denících Júbin Hóči Šimbun a Akita Sakigake Šimpó. Během povstání v Sakumě působil jako válečný reportér.
V roce 1882 vstoupil do liberální politické strany Rikken Kaišintó, která usilovala o parlamentní demokracii britského stylu. Roku 1890 byl prvně zvolen do sněmovny a byl do ní zvolen ještě sedmnáctkrát, držel mandát 42 let, až do své smrti. V roce 1898 byl prvně pozván do vlády, na post ministra pošt, telegrafů a telefonů, který však držel pouhých jedenáct dní. Posléze prošel dalšími liberálními stranami (Šimpotō, Kenseitó, Rikken Kokumintó), ale sám se posouval stále více ke konzervatismu. V roce 1913 vedl hnutí za svržení nepopulární vlády Kacury Taróa. Pád generálova kabinetu znamenal další demokratizaci japonského politického systému a posun ke skutečnému parlamentarismu.
Silně podporoval Sunjatsena v Číně, pomáhal mu při sinchajské revoluci roku 1911 i poté, co musel odejít do exilu v Japonsku. Jeho zájem o Čínu a respekt k ní byl dán jeho dlouhodobým zájmem i jeho studii. Věřil v možnost čínsko-japonské strategické spolupráce. Také podporoval vietnamského vůdce za nezávislost, prince Cường Để, a pozval ho do Japonska v roce 1915. V červenci 1929 odcestoval do Nankingu v Číně s několika dalšími japonskými delegáty na pozvání čínské vlády na vzpomínkovou bohoslužbu za Sunjatsena. Delegáti později projeli mnoho dalších čínských měst a se znepokojením zaznamenali rostoucí protijaponské nálady.
V roce 1924 se stal členem strany Rikken Seijúkai, která byla ve své době označována za liberální, ale současná politologie by ji asi klasifikovala spíše jako konzervativní. Tomu odpovídaly i Inukaiovy postoje poté, co stanul roku 1929 v čele této strany. Byl otevřeným kritikem japonského podpisu Londýnské smlouvy, která snížila vojenské výdaje. Podporoval svévolné akce japonské císařské armády při invazi do Mandžuska v roce 1931 a odmítal kritiku Společnosti národů kvůli Mukdenskému incidentu.
Po rezignaci Wakacukiho administrativy kvůli neschopnosti kontrolovat armádu a selhání hospodářské politiky se Saiondži Kinmoči, poslední japonský genró, obrátil v roce 1931 na Inukaie, aby vytvořil novou vládu. Po svém jmenování byl Inukai instruován Saiondžim, aby se vyhnul drastickým změnám v zahraniční politice. Jeho strana neměla v parlamentu většinu, takže se při složení kabinetu musel ohlížet na stále více sílící ultranacionalisty spjaté s armádou i na parlamentní opozici. V jeho kabinetu tak seděl ultrapravicový ministr armády Sadao Araki i liberální ministr financí Takahaši Korekijo. S rozštěpeným kabinetem a pod tlakem nepřátelsky naladěné sněmovny se Inukai rozhodl vládnout zejména s pomocí Tajné rady (poradního orgánu císaře), která vydávala nouzové císařské výnosy a rozpočtová opatření, aby obešla normální rozpočtový proces parlamentu.
Inukai okamžitě odstoupil od zlatého standardu, zavedl protekcionistickou obchodní politiku a pokusil se zastavit prohlubování japonského obchodního deficitu. Tyto akce devalvovaly jen, čímž se snížila cena japonského zboží na světových trzích a zvýšil se export.
Inukai byl také nucen přistoupit na žádost japonské císařské armády o vyslání dalších jednotek do Mandžuska a do Tchien-ťinu, a to navzdory instrukcím císaře Hirohita z 23. prosince 1931, aby neútočil na Čínu. 27. prosince 1931 nicméně neschválil obsazení Ťin-čou Kuantungskou armádou, což ale nemělo žádný vliv, neboť armáda již byla v té době zcela mimo jakoukoli politickou kontrolu. Mezi lednem a březnem 1932 se konflikt rozšířil do Šanghaje. Ač na kroky armády neměl jako premiér žádný vliv, vojenské úspěchy v Číně mu veřejné mínění připsalo a jeho strana triumfovala ve volbách roku 1932.
8. ledna 1932 se korejský aktivista za nezávislost Lee Bong Chang pokusil zavraždit císaře Hirohita. Inukai a jeho kabinet okamžitě nabídli svou rezignaci. Hirohito však nechtěl nahrát ultranacionalistům, incident bagatelizoval a demisi vlády odmítl. Inukai, po volbách s jasnou většinou ve sněmovně, se poté pokusil udržet armádu na uzdě. Snažil se omezit další rozmístění vojsk v Číně a zmírnit napětí prostřednictvím vyjednávání s čínskou vládou. Tím však vyvolal hněv nejen militaristů, ale již i zfanatizované veřejnosti, stále více nakloněné válce a dobývání cizích zemí. Tato změna nálady se projevila i vznikem teroristické Ligy krve vedené buddhistickým mnichem Nisšó Inouem, která zaútočila v roce 1932 na dvacet bohatých podnikatelů a liberálních politiků. Podařilo se jí zabít dva: bývalého ministra financí a šéfa Rikken Minseitó Junnosuke Inoue a generálního ředitele firmy Mitsui Dana Takumu.
Dne 1. března byl formálně vyhlášen loutkový stát Mandžukuo. Inukai odmítl jeho oficiální diplomatické uznání. Šlo o jeho gesto nelibosti vůči radikální frakci v japonské císařské armádě a učinil tak i z obav z rychlého zhoršování vztahů se Spojenými státy. Tento krok se mu stal osudným. 15. května 1932 vtrhlo do jeho premiérské rezidence jedenáct nižších důstojníků námořnictva a zastřelilo ho. Poslední Inukaiova slova prý zněla: "Kdybychom si mohli promluvit, pochopili byste mě" (話せば分かる, hanaseba uakaru), na což jeho vrazi odpověděli: "Dialog je k ničemu" (問答無用, mondó mujó). Povstalci také zaútočili na rezidenci lorda strážce tajné pečeti Makina Nobuakiho (to byla výstraha císaři), ústředí Rikken Seijúkai (výstraha parlamentu) a hodili ruční granáty i na ústředí banky Mitsubishi v Tokiu (výstraha podnikatelským kruhům). Původní plán zahrnoval i zabití filmové hvězdy Charlieho Chaplina, který přicestoval do Japonska 14. května a byl Inukaiovým hostem. Tím chtěli militaristé vyprovokovat válku se Spojenými státy. V té době však Chaplin, bez vědomí atentátníků, sledoval zápas sumó se synem premiéra a v rezidenci se nenacházel. Díky tomu vraždě unikl.
Inukaiovi vrazi byli dopadeni a prohlášeni za teroristy (ačkoli zjevně postupovali dle instrukcí z lůna armády), ale dostali jen mírné tresty, neboť moci se již chopili ultranacionalisté a militaristé. Inukaiovou vraždou tak definitivně skončila éra taišó, japonský první pokus o demokracii, jež je vymezený zhruba roky 1905 až 1932.

## Rodina
Inukaiovým třetím synem byl spisovatel, politik a poválečný ministr spravedlnosti Inukai Takeru, jehož vnučkou je populární herečka Sakura Andoová. Jeho zetěm byl známý diplomat Kenkiči Jošizawa. Jeho pravnučkou byla Sadako Ogataová, která v letech 1991 až 2001 sloužila jako vysoká komisařka OSN pro uprchlíky. Jeho pravnuk Jutaka Kauašima sloužil jako velkokomoří císařské domácnosti.